# 박칠성
박칠성(朴七成, 1982년 7월 8일 ~ )은 대한민국의 육상 선수로 주 종목은 경보이다.
2011년 아시아 경보 선수권 대회 남자 경보 20km에서 3위를 차지했다. 2011년 4월, 국군체육부대 소속으로 국제 육상 경기 연맹 경보 챌린지 대회 남자 경보 50 km 종목에 참가해 3시간 50분 11초로 4위로 들어오며, 대한민국 최고 기록을 세웠다. 2011년 대구세계육상선수권대회 경보 50 km 경기에서 3시간 47분 13초의 기록으로 7위를 하였다. 이는 대한민국 신기록이다.